# Death Dies Hard
Death Dies Hard - pierwszy singel Deathstars z albumu Night Electric Night. Jest dostępny do kupienia jedynie za pośrednictwem iTunes Store.

## Lista utworów
1. Death Dies Hard - 3:22
2. Night Electric Night (The Night Ignites Remix) - 3:05
3. Death Dies Hard (teledysk) - 3:22

## Twórcy
- Whiplasher Bernadotte - tekst
- Nightmare Industries - muzyka